# Positivo Tecnologia
Positivo Tecnologia (B3: POSI3; anteriormente Positivo Informática) é uma empresa brasileira de tecnologia, sediada em Curitiba, Paraná, que desenvolve, fabrica e comercializa computadores, celulares, tablets, dispositivos de casa e escritório inteligente, servidores, infraestrutura de TI, máquinas de pagamento e tecnologias educacionais.
A empresa possui fábricas em Ilhéus (BA) e Manaus (AM), com presença na Argentina, Quênia, Ruanda, China e Taiwan.

## Produtos

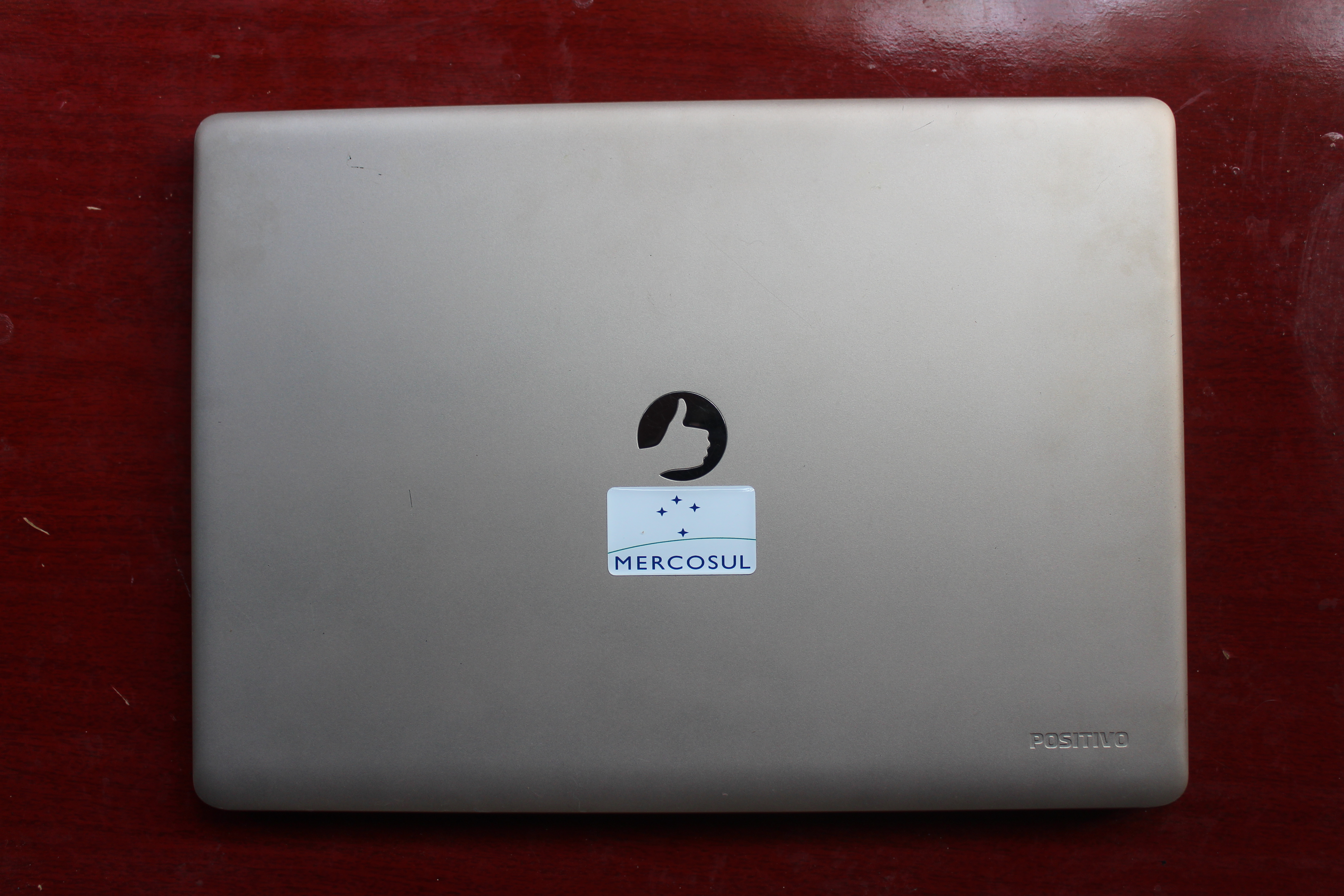
Notebook da marca.

O portfólio de produtos e soluções são distribuídos nos canais de varejo, corporativo e instituições públicas brasileiras.
- Desktops
- Notebooks
- All-in-One
- Smartphones + Celulares
- Tablets
- Casa Inteligente
- Máquinas de Pagamento (POS)
- Servidores
- Educacional
- Projetos Especiais
- PositivoSEG
- Serviços

A Positivo Tecnologia oferece produtos e serviços para diversos segmentos de mercado. Seu portfólio inclui marcas como Positivo, Vaio, Infinix e Casa Inteligente, direcionadas ao varejo com computadores pessoais, notebooks, celulares, tablets e dispositivos para automação residencial. Para o segmento corporativo e governo, a empresa comercializa produtos das linhas Positivo Master e Vaio, incluindo desktops, notebooks, miniPCs e computadores all-in-one. Além disso, fornece soluções para empresas de grande porte, como servidores por meio da divisão Positivo Servers & Solutions e serviços por meio da unidade Positivo S+.

## Linha do tempo
1989 – Fundação - como Positivo Informática - para fabricar e vender computadores às escolas do Grupo Positivo e escolas usuárias do sistema de ensino Positivo.
1990 – Passa a fornecer computadores e soluções de informática para empresas e instituições do poder público, por meio de licitações.
1994 – Criada a área de Tecnologia Educacional com desenvolvimento de softwares educacionais para escolas e varejo.
2000 – Divisão de Tecnologia Educacional cria o Portal Educacional para atender às escolas particulares.
2001 – Cria o Portal Aprende Brasil para escolas públicas.
2004 – Estreia no mercado de varejo de computadores.
2005 – Começa a vender desktops, notebooks e servidores para o mercado corporativo, ultrapassando a marca de 500 mil computadores produzidos para este segmento.
2006 – Torna-se uma empresa de capital aberto e ingressa nos índices “IGC” (Índice de Governança Corporativa Diferenciada) e “ITAG” (Índice de Tag Along Diferenciado). No mesmo ano, recebeu o importante prêmio de Melhor Empresa do Setor de Tecnologia e Computação pela revista Exame (Melhores e Maiores) e de marca mais reconhecida entre os fabricantes de computadores nas pesquisas Top of Mind da Folha de S.Paulo.
2007 – Alcança a liderança no mercado nacional de computadores com a venda de 1,389 milhão de PCs, número que a insere no seleto grupo dos dez maiores fabricantes de desktops do mundo. Abertura dos escritórios em Taipei (Taiwan).
2008 – Inauguração da fábrica em Manaus (AM).
2011 – Começa o processo de internacionalização da marca com a BGH em países como Argentina e Uruguai.
2012 – Estreia no mercado de celulares.
2013 – Abertura do escritório em Shenzhen (China).
2014 – Início da fabricação de tablets e computadores em Ruanda, na África.
2015 – Lança a marca de smartphones Quantum e obtém licença para produzir e vender notebooks da VAIO no Brasil. É investigada por um esquema de formação de quartel em licitações públicas.
2016 – Adquire 50% da empresa HiT (Hi Technologies), de equipamentos tecnológicos para a área da saúde.
2017 – Passa a se chamar Positivo Tecnologia para refletir a diversificação de negócios. Expansão dos negócios na África com início de negócios no Quênia. Inauguração de outra fábrica em Manaus, a Boreo Indústria de Componentes, para produção de placas-mãe.
2018 – Lançamento da marca de computadores gamers 2A.M. no Brasil. Abertura da operação Quantum na Argentina e no Chile. Aquisição de 80% da Accept.
2019 – Parcerias com a MindCET para acelerar startups na Amazônia, com o Governo do Amazonas e o Tribunal de Justiça do Amazonas para levar tecnologia educacional a ambientes de nula ou baixa conectividade.
2020 – Follow on de ações da Positivo Tecnologia. Força-tarefa para aumentar capacidade de produção de ventiladores pulmonares da Magnamed no Brasil durante a pandemia de COVID-19. A Companhia vence a licitação para fabricação das novas urnas eletrônicas usadas nas eleições de 2022. No mesmo ano, é denunciada pela SindMetal de praticar práticas abusivas no mercado de trabalho, como desvio de função e salários abaixo do determinado pelo Ministério do Trabalho e Emprego. Ainda em 2020, a Positivo Tecnologia, no auge da pandemia de COVID-19, contribuiu para o desenvolvimento de ventiladores pulmonares no Brasil. Coube à empresa de tecnologia a busca e qualificação de fornecedores globalmente. A Positivo negociou prazos de entrega e preços, além de ajudar no processo de compra de componentes com alta demanda no mercado global, como válvulas, transdutores e a placa eletrônica, item essencial para o funcionamento dos ventiladores pulmonares.
2021 – Licenciamento da marca e incorporação das operações da marca Compaq no Brasil; eleição ao Conselho do DMTF (Distributed Management Task Force), instituto norte americano que reúne empresas globais de tecnologia e estimula boas práticas no mercado de TI. Parceria com a marca Infinix, da empresa global Transsion Holdings e lançamento do Infinix Note 10 Pro; Parceria com a Stone para fornecimento de SmartPOS e com a NEXGO para produção das máquinas inteligentes de pagamento. No mesmo ano, vence a licitação para fabricação das novas urnas eletrônicas que serão usadas nas eleições de 2024.
2022 – Lançamento da área de negócios Positivo Tech Services para prestar serviços e suporte de assistência técnica para corporações de todo o Brasil.
2023 – Lançamento da área de negócios PositivoSEG, focada em automação e segurança eletrônica para o mercado B2B, além da aquisição da SecuriCenter, distribuidora de equipamentos de soluções de tecnologia voltadas para o mercado de automação e segurança eletrônica.
2024 – Aquisição da Algar Tech MSP, unidade de Serviços Gerenciados de TI (MSP - Managed Services Provider) da empresa Algar Tech. É acusada pela Secretaria Nacional do Consumidor de instalar por padrão aplicativos de cassino conhecido como Jogo do Tigrinho em seus celulares.Lançamento da Positivo S+, marca que oferece serviços de tecnologia e gerenciamento de TI.